# Кхічрі

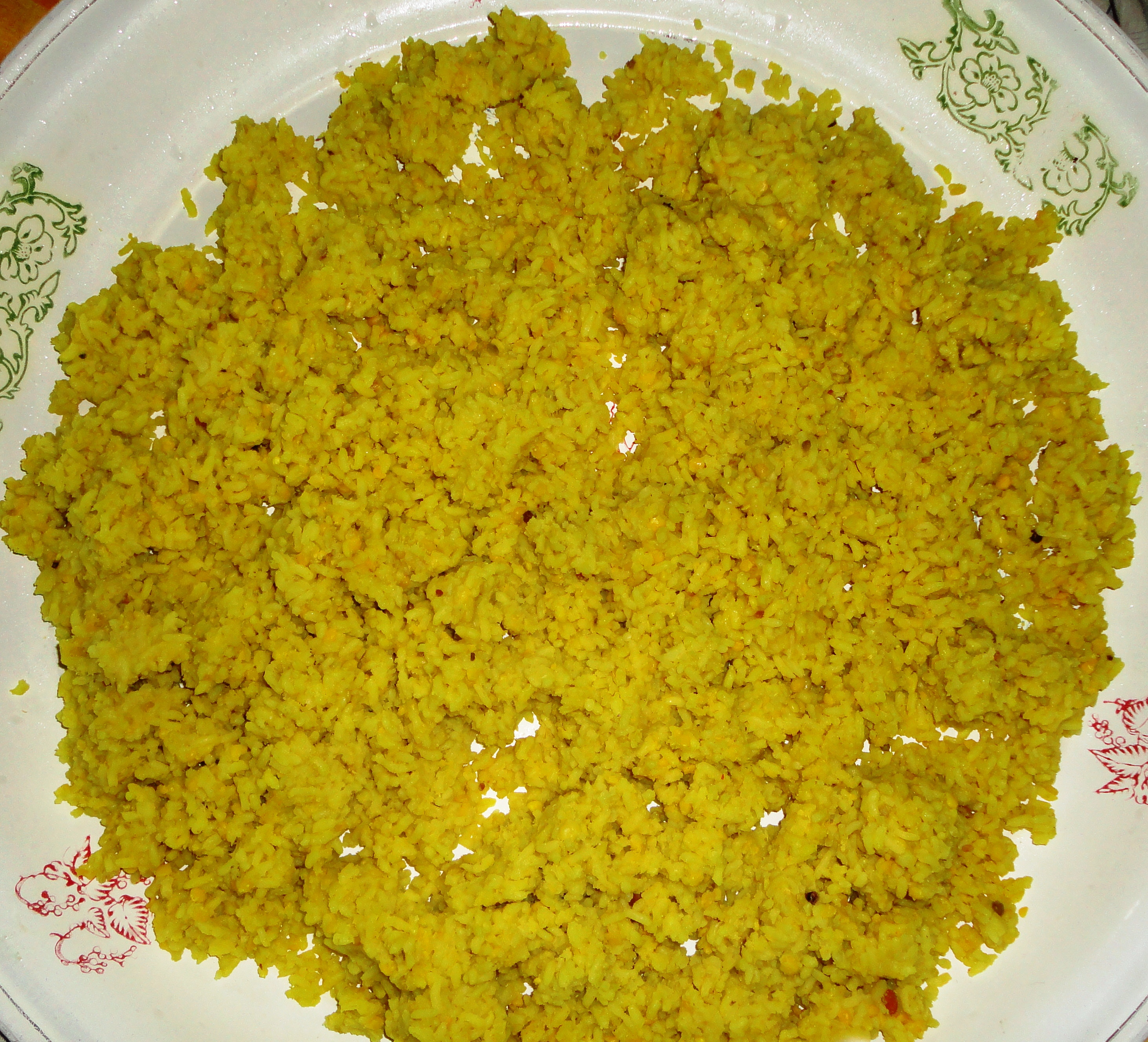
Кічарі

Кхічрі (неправильна укр. транслітерація кічаді або кічарі) (гінді खिचड़ी khicaṛī IAST, урду کھچڑی khicṛī IAST, бенг. খিচুরী) — пряна вегетаріанська страва з вареного рису з машом (мунг далом) та обсмаженими в олії спеціями, іноді з додаванням овочів. Одна з головних страв в аюрведичній кулінарії. Дуже багата на білок.

## Опис
На думку прихильників аюрведи, основною перевагою кхічрі є ідеальна засвоюваність й баланс поживних речовин. Вважається, що ця їжа легко перетравлюється, дає силу і життєстійкість, живить всі тканини тіла, допомагає в очищенні й омолодженні клітин. Кхічрі використовується йогами під час очисних програм.
За даними сайту «аюрведичного інституту» в Санта-Фе, для кожної доші (життєвої сили в термінології аюрведи) рекомендуються різні овочі, приправи та чаї. Ця організація також попереджає, що монодієта, що складається тільки з кхічрі, може привести до запорів. 